# Ferruccio Vecchi
Pour les articles homonymes, voir Vecchi.
Ferruccio Vecchi (Ravenne, 21 avril 1894 - Rome, 1957) est un sculpteur et un militant italien, ardito, squadriste du XIXe siècle.

## Biographie
Universitaire à Bologne, il rejoint en 1915 le mouvement interventionniste et participe à la Première Guerre mondiale en tant qu'ardito. Après la guerre, il est l'un des fondateurs des Faisceaux italiens de combat  (Fasci italiani di combattimento) lors de l'assemblée de la Piazza San Sepolcro à Milan le 23 mars 1919. Quelques jours plus tard, le 15 avril, il dirige avec Filippo Tommaso Marinetti l'assaut des Arditi, des fascistes, des futuristes et des nationalistes contre le journal socialiste Avanti!, un événement qui marque le début des activités de l'escouade dans l'Italie d'après-guerre.
Adepte de ce que l'on appelle « l'arditisme civil », il fonde en 1920 avec Mario Carli l'Associazione degli Arditi d'Italia et l'hebdomadaire L'Ardito, l'organe de l'association. En avril 1919, Benito Mussolini lui confie la fondation du Fascio à Bologne et Vecchi prend une part active aux rassemblements et manifestations fascistes. En 1919, il est arrêté avec Mussolini et brièvement détenu par la police.
Partisan d'une alliance avec les socialistes, il est exclu de l'association Arditi et, en 1921, des Fasci, également parce qu'il est impliqué dans des délits mineurs et des fraudes.
Pendant le Régime, Vecchi se consacre principalement à la littérature, puis reprend les arts plastiques sur un ton de célébration tant à l'égard du fascisme que, après le rapprochement entre les deux régimes, du nazisme et de leurs dictateurs respectifs.
Après la Seconde Guerre mondiale, il est à nouveau arrêté et jugé pour les crimes de droit commun dont il est accusé.

## Décorations
- Médaille du mérite pour les volontaires de la guerre italo-autrichienne 1915-1918
 - Médaille commémorative de la guerre italo-autrichienne 1915-1918
 - Médaille de la Victoire interalliée
 - Médaille commémorative de l'Unité italienne

## Ouvrages
- (it) Arditismo civile, Milan, Libreria Editrice De L'ardito, 1920
- (it) I diritti dell'intelligenza, Rome, Edizioni di Rinascita, 1924
- (it) La tragedia del mio ardire, Milan, Arti Grafiche 1923
- (it) Piacere e morte: tre resurrezioni, Florance, Vallecchi 1926